# Rhinophylla fischerae
Rhinophylla fischerae е вид бозайник от семейство Phyllostomidae.

## Разпространение
Видът е разпространен в Южна Америка. Среща се в Бразилия, Колумбия, Еквадор, Перу и Венецуела.